# Dagmar Hirtz

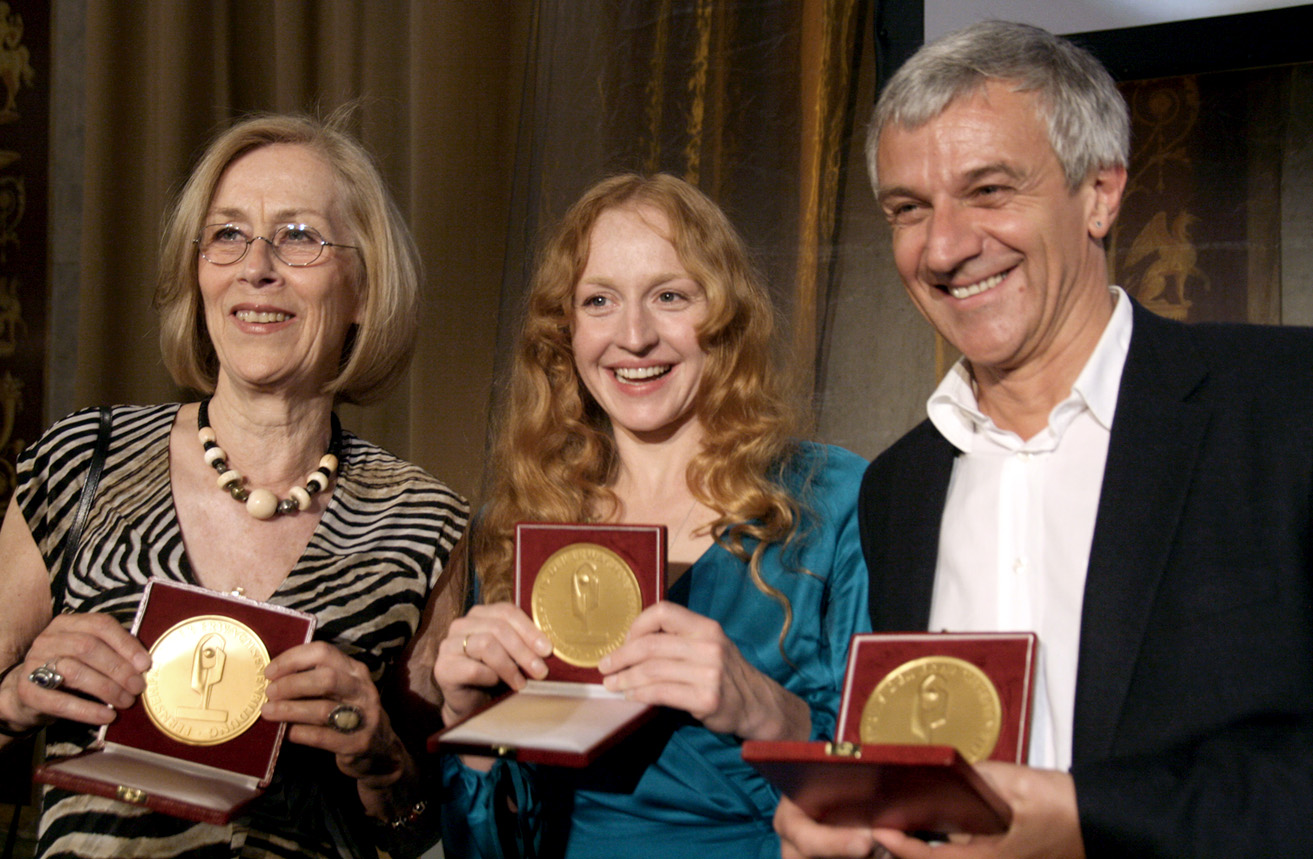
Dagmar Hirtz (l.) mit Brigitte Hobmeier und Peter Probst (2011)

Dagmar Hirtz (* 29. Mai 1941 in Aachen) ist eine deutsche Filmregisseurin, Drehbuchautorin und Filmeditorin.

## Leben und Werk

### Karriere als Filmeditorin
Dagmar Hirtz begann ein Studium der Musikwissenschaften in München, das sie jedoch nicht beendete. Über eine Tätigkeit im Kopierwerk kam sie zum Filmschnitt. Nach einigen Projekten als Schnittassistentin arbeitete sie bei Dr. med. Hiob Prätorius (1965, Regie: Kurt Hoffmann) erstmals als eigenständige Editorin.
In den folgenden 25 Jahren schnitt Hirtz Filme von Regisseuren wie Johannes Schaaf, Maximilian Schell, Margarethe von Trotta, Klaus Maria Brandauer und Volker Schlöndorff. Für ihre Montage-Leistungen bei Trotta gewann sie 1972 den Deutschen Filmpreis für den Besten Schnitt. Diese Auszeichnung erhielt sie erneut 1979 für Der Richter und sein Henker, und 1990 für Georg Elser – Einer aus Deutschland. 2006 wurde ihre Lebensleistung im Bereich Filmmontage mit einer Hommage bei Filmplus in Köln gewürdigt.

### Karriere als Regisseurin
Ungewöhnlich für eine Filmeditorin, war Dagmar Hirtz schon früh bei mehreren ihrer Schnitt-Projekte auch als Regieassistentin aktiv. Mit dem Kurzfilm Streifzüge (1980) konnte sie erste eigene Regieerfahrungen sammeln. Bei dem 1984 erschienenen Kinofilm Unerreichbare Nähe führte Dagmar Hirtz zum ersten Mal bei einem Langfilm Regie und schrieb auch zusammen mit Margarethe von Trotta das Drehbuch. Anfang der 1990er-Jahre wechselte Hirtz mit dem Kinofilm Moondance endgültig ins Regiefach.
Ihre Regiekarriere konzentriert sich seit ihren ersten beiden Kinofilmen ausschließlich auf Fernsehspielfilme. Ihren größten Erfolg erlebte sie 2010 mit dem TV-Film Die Hebamme – Auf Leben und Tod, für den sie mehrere Preise erhielt, unter anderem den Grimme-Preis 2012.
Dagmar Hirtz gehörte 2003 zu den Gründungsmitgliedern der Deutschen Filmakademie.

## Filmografie (Auswahl)

### Schnitt
- 1964: Dr. med. Hiob Prätorius (auch Regie-Assistenz)
- 1964: Das Haus in der Karpfengasse
- 1966: Hokuspokus oder: Wie lasse ich meinen Mann verschwinden…?  (auch Regie-Assistenz)
- 1967: Tätowierung (auch Regie-Assistenz)
- 1968: Das Schloß
- 1970: Erste Liebe (auch Regie-Assistenz)
- 1971: Trotta
- 1972: Die Pfarrhauskomödie (auch Regie-Assistenz)
- 1973: Der Fußgänger (auch Drehbuch)
- 1975: Der Richter und sein Henker
- 1975: Ansichten eines Clowns
- 1977: Der Mädchenkrieg (auch Regie-Assistenz)
- 1978: Taugenichts
- 1979: Geschichten aus dem Wienerwald (auch Produktion)
- 1981: Egon Schiele – Exzesse
- 1981: Malou
- 1981: Die bleierne Zeit
- 1983: Heller Wahn
- 1984: Marlene Dietrich – Porträt eines Mythos (Dokumentarfilm)
- 1986: Rosa Luxemburg
- 1987: Ödipussi
- 1988: Himmelsheim
- 1989: Georg Elser – Einer aus Deutschland
- 1991: Homo Faber
- 1992: Salz auf unserer Haut (Salt on Our Skin)
- 1997: Through Roses

### Regie
- 1984: Unerreichbare Nähe (auch Schnitt, Drehbuch)
- 1994: Moondance (auch Schnitt, Koproduktion)
- 1997: Die Konkurrentin
- 2000: Küss mich, Frosch
- 2001: Bella Block: Bitterer Verdacht
- 2002: Der Tod ist kein Beweis
- 2004: Bella Block: Das Gegenteil von Liebe
- 2006: Sie ist meine Mutter
- 2007: Ich wollte nicht töten
- 2009: Mein Mann, seine Geliebte und ich
- 2010: Die Hebamme – Auf Leben und Tod
- 2012: Herzversagen

## Auszeichnungen
- 1972: Deutscher Filmpreis/Bester Schnitt für Trotta
- 1979: Deutscher Filmpreis/Bester Schnitt für Der Richter und sein Henker
- 1990: Deutscher Filmpreis/Bester Schnitt für Georg Elser – Einer aus Deutschland
- 1996: Filmpreis der Landeshauptstadt München
- 2001: Goldener Spatz 2001, Preis der Fachjury für die Beste Regie in Küss mich, Frosch
- 2010: Offizieller Preis der Jury für Beste Regie beim Festival Zoom in Igualada für Die Hebamme – Auf Leben und Tod
- 2011: Fernsehpreis der Österreichischen Erwachsenenbildung, Beste Regie für Die Hebamme – Auf Leben und Tod
- 2012: Grimme-Preis für Die Hebamme – Auf Leben und Tod